# Кичеев, Пётр Иванович
Пётр Ива́нович Киче́ев (1845—1902) — русский публицист и поэт.

## Биография
Из дворян. Родился в семье квартального надзирателя московской полиции.
Учился на юридическом факультете Московского университета, но курс не окончил. С 1867 по 1879 год совершил несколько преступлений, в том числе убийство незнакомого студента, которого по ошибке принял за соблазнителя своей сестры. Провёл два года в тюрьме и три — в ссылке: дважды за составление подложных денежных документов направлялся в Сибирь, бежал, инсценировал самоубийство, содержался в психиатрической лечебнице.
В 1876 году в Москве им была опубликована «Книга скорби: Очерки, наброски, стихотворения», в 1883 — поэма «Се человек!»; в 1886 году вышла книга лирики «Стихотворения. 1863—1866», затем — «Песни скорби» (М., 1888), в 1890 — поэма «Далила». Некоторые из его стихов были положены на музыку.
Был приглашён в редакцию газеты «Русский курьер».
В 1889—1890 годах он издавал в Москве еженедельную газету «Дневник театрала», а в 1896-м — «Новости сезона». Переводил и переделывал пьесы, которые ставились на частных сценах. Статьи и театральные рецензии Кичеева печатались в газетах и журналах «Московский листок», «Русское слово», «Развлечение», «Театр и искусство» и других.
В 1899 году Кичеев опубликовал сборник очерков «Закон и жизнь (Из воспоминаний бывшего адвоката)», в которых уделил много внимания причинам совершения правонарушений, в первую очередь — психопатического и социального характера.
Умер в полном забвении и бедности.